# Alexander Schüller
Pour les articles homonymes, voir Schüller.
Alexander Schüller est un bobeur allemand, né le 13 mai 1997 à Leipzig.

## Biographie
Il remporte aux Championnats du monde de bobsleigh la médaille d'or de bob à quatre en 2020 et en 2021 et la médaille d'or de bob à deux en 2021.
Aux Jeux olympiques d'hiver de 2022, il est sacré champion olympique de bob à quatre avec Francesco Friedrich, Thorsten Margis et Candy Bauer.

## Palmarès

### Jeux Olympiques
- : médaillé d'or en bob à 4 aux JO 2022.

### Championnats monde
- : médaillé d'or en bob à 2 aux championnats monde de 2021, 2024 et 2025.
- : médaillé d'or en bob à 4 aux championnats monde de 2020, 2021, 2023, 2024 et 2025.
- : médaillé d'argent en bob à 2 aux championnats monde de 2023.

### Coupe du monde
- 64 podiums  : 
  - en bob à 2 : 18 victoires, 8 deuxièmes places et 3 troisièmes places.
  - en bob à 4 : 31 victoires, 8 deuxièmes places et 1 troisième place.

#### Détails des victoires en Coupe du monde
| Édition   | Bob à 2                                         | Bob à 4                                          |
| 2018-2019 | Sigulda Saint-Moritz                            | Igls Saint-Moritz                                |
| 2019-2020 | Lake Placid La Plagne                           | Winterberg La Plagne Igls Königssee              |
| 2020-2021 | Sigulda x2 Igls x3 Saint-Moritz                 | Winterberg Saint-Moritz Königssee Igls           |
| 2021-2022 | Igls Altenberg Winterberg                       | Igls x2 Altenberg x2 Winterberg x3               |
| 2022-2023 | Whistler                                        | Whistler Park City Winterberg Igls x2            |
| 2023-2024 | Lake Placid                                     | La Plagne Igls Lillehammer Altenberg Lake Placid |
| 2024-2025 | Altenberg Winterberg Saint-Moritz Lillehammer I | Saint-Moritz Igls                                |